# Estadio Edgardo Baltodano Briceño
Das Estadio Edgardo Baltodano Briceño ist ein Fußballstadion in der costa-ricanischen Stadt Liberia, Provinz Guanacaste. Es wird meist für Fußballspiele genutzt und ist die Heimstätte des AD Municipal Liberia. Die Anlage bietet Platz für 5.979 Zuschauer und wurde am 11. September 1977 eröffnet.
Zur Austragung von Spielen der U-17-Fußball-Weltmeisterschaft der Frauen 2014 wurde es umgebaut.